# Park Narodowy El Rey
Park Narodowy El Rey (hiszp. Parque Nacional El Rey) – park narodowy w Argentynie, położony w zachodniej części departamentu Anta w prowincji Salta. Utworzony został 24 czerwca 1948. Park ma powierzchnię 44162 hektarów. Północno-zachodnia granica parku znajduje się na szczytach gór Sierra de la Cresta del Gallo, których główne szczyty przekraczają 2000 m. Są to Cerro El Montoso (2108 m), Cerro La Cuesta, a na północy Cerro El Puntado. Od strony południowej granica parku znajduje się m.in. na zboczach gór el Bayo (2327 m) i el Lucifer (2108 m). 
Park został utworzony w celu zachowania  południowo andyjskiego ekoregionu Yungas ciągnącego się do Boliwii do północno-wschodniej części Argentyny. Jest to wąski pas lasów tropikalnych położony wzdłuż wschodnich stoków Andów. Jest to unikalna strefa przejściowa pomiędzy suchymi wyżynami andyjskimi, a nizinnymi lasami tropikalnymi. Charakteryzuje się deszczowym, wilgotny i ciepłym klimatem.
W parku występuje 44 gatunków ssaków m.in. Puma płowa, Mrówkojad wielki, Pekariowiec obrożny, Pekari białobrody, Tapir amerykański, Mazama szara, Kapucynka czubata, Tamandua południowa, Jaguarundi amerykański, Ocelot wielki, Leopardus pajeros. Kiedyś występował także największy drapieżnik obu Ameryk Jaguar amerykański.
Park został zakwalifikowany przez BirdLife International jako ostoja ptaków IBA.  Dla 5 gatunków przyznano kryterium A1 (gatunki globalnie zagrożone). Według czerwonej księga gatunków zagrożonych jeden z nich to gatunek zagrożony (EN), dwa gatunki narażone (VU), a dwa gatunkami bliskimi zagrożenia (NT).
| Gatunek                                        | Kategoria RL | status      | IBA Kryterium |
| ---------------------------------------------- | ------------ | ----------- | ------------- |
| Cierniosternik brązowy Cypseloides rothschildi | NT           | rezydent    | A1, A2        |
| Puchatek modrogłowy Eriocnemis glaucopoides    | LC           | rezydent    | A2            |
| Kondor wielki Vultur gryphus                   | VU           | rezydent    | A1            |
| Urubitinga górska Buteogallus solitarius       | NT           | rezydent    | A1            |
| Urubitinga czubata Buteogallus coronatus       | EN           | rezydent    | A1            |
| Amazonka żółtouda Amazona tucumana             | VU           | rozmnażanie | A1, A2        |
| Kusaczka białogardła Grallaria albigula        | LC           | rezydent    | A2            |
| Krytonosek białobrewy Scytalopus superciliaris | LC           | rezydent    | A2            |
| Elenia szara Elaenia strepera                  | LC           | rezydent    | A2            |
| Zaroślak żółtobrewy Atlapetes citrinellus      | LC           | rezydent    | A2            |